# Nimbhore Budruk
Nimbhore Budruk é uma vila no distrito de Jalgaon, no estado indiano de Maharashtra.

## Demografia
Segundo o censo de 2001, Nimbhore Budruk tinha uma população de 8449 habitantes. Os indivíduos do sexo masculino constituem 53% da população e os do sexo feminino 47%. Nimbhore Budruk tem uma taxa de literacia de 83%, superior à média nacional de 59.5%: a literacia no sexo masculino é de 87% e no sexo feminino é de 78%. Em Nimbhore Budruk, 9% da população está abaixo dos 6 anos de idade.